# Oasys MiniHollywood
Oasys MiniHollywood es un parque temático situado en el desierto de Tabernas (provincia de Almería, España). En un principio estaba basado en los decorados que se construyeron para las películas del Oeste que se grabaron en la provincia en los años 60 y 70. Existen otros dos parques temáticos sobre los westerns en el desierto de Tabernas: Fort Bravo/Texas Hollywood y Western Leone.
Desde 1997 el parque alberga también una reserva zoológica.
Se sitúa en el punto kilométrico 464 de la carretera N-340, cerca de la localidad de Tabernas.

## Historia

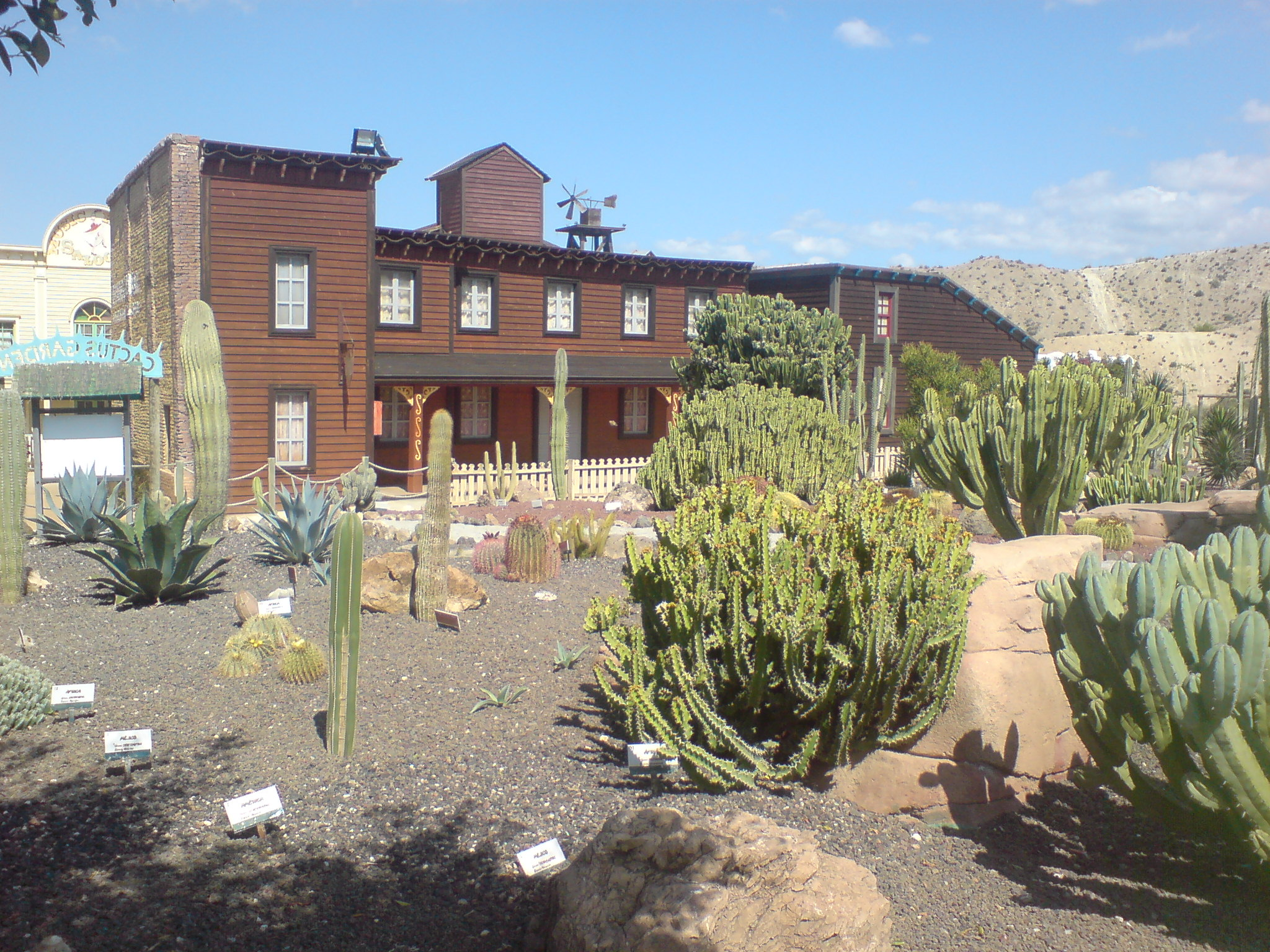
Jardín de cactus en Oasys MiniHollywood.

Su nombre original era Yucca City, y fue diseñado por Carlo Simi para la película La muerte tenía un precio, del año 1965, dirigida por el italiano Sergio Leone. Ha sido utilizado para una multitud de películas del género western. Tras la grabación de El bueno, el feo y el malo, los extras que participaron en el rodaje decidieron comprar el decorado y publicitarlo como una atracción turística. Tras una intensa restauración en los años 1979 y 1980, en los que las casas y conjuntos dañados por una tormenta fueron reparados, repintados y remodelados, el parque fue reabierto bajo el nombre de Mini Hollywood. En 1997 se inauguró junto al poblado una reserva zoológica. Actualmente es gestionado por la cadena hotelera Senator Hotels & Resorts con el nombre de Oasys MiniHollywood.

## Características

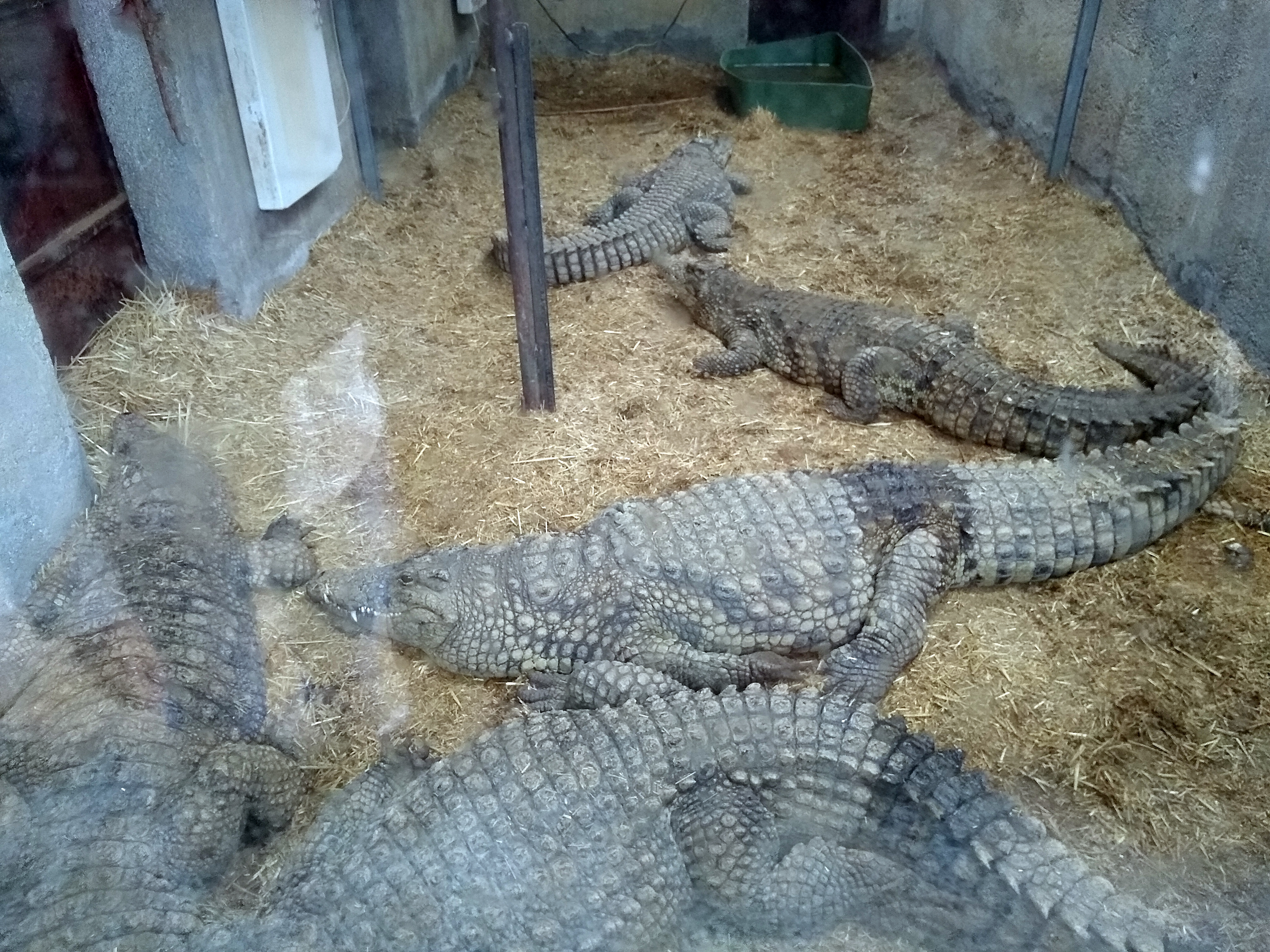
Cocodrilos del Nilo.

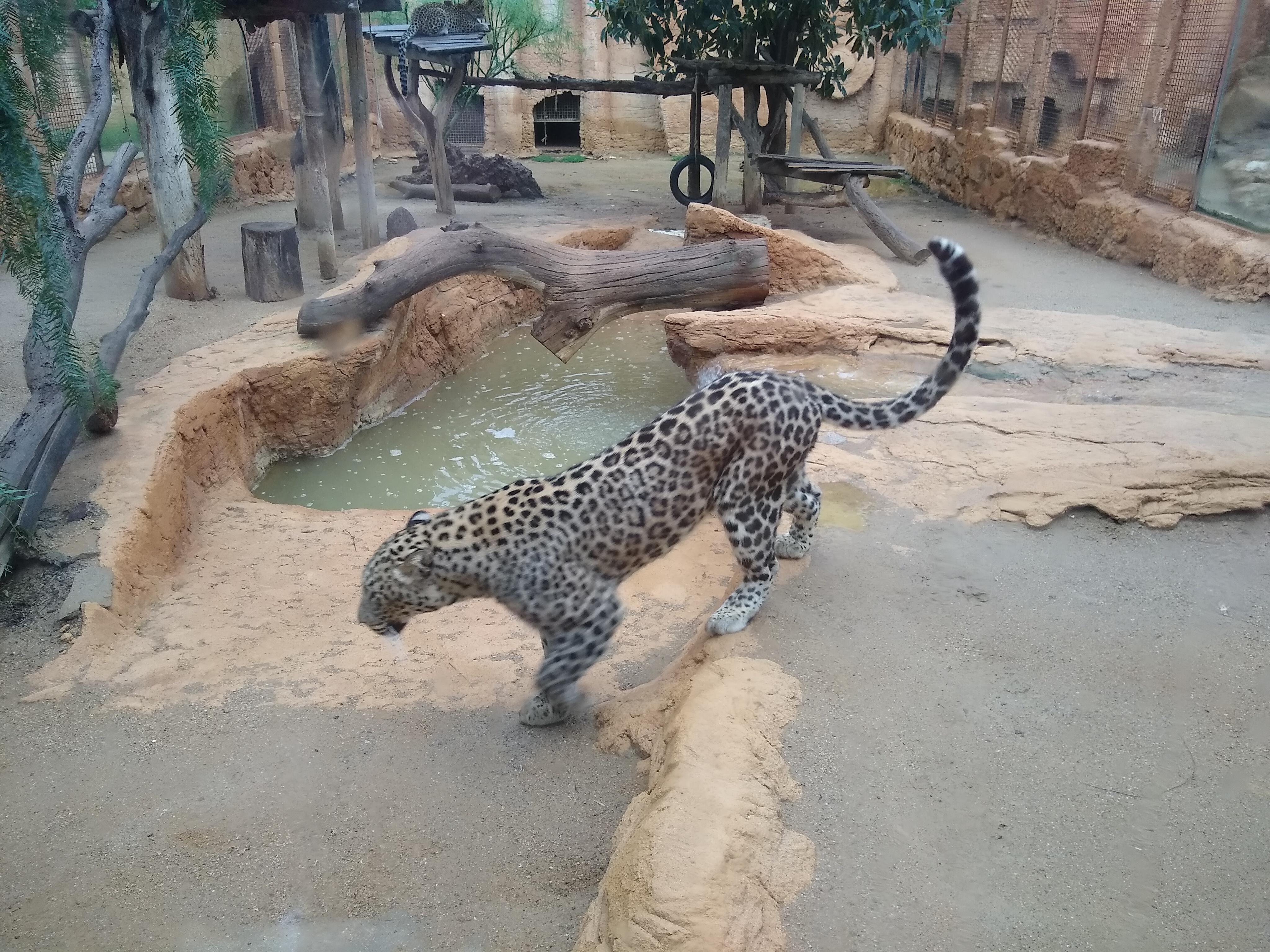
Leopardo de Persia.

En el poblado tienen lugar espectáculos diarios de cowboys y bailes de can can.
Un edificio del poblado alberga el Museo del Cine, un espacio con 150 piezas con proyectores de pequeño y gran tamaño, linternas mágicas, zootropos, caleidoscopios o sombras chinescas. Sus paredes están decoradas con 213 pósteres de películas del Oeste rodadas en la provincia de Almería. Otro edificio alberga el Museo de Carros, donde hay carruajes usados en películas.
La reserva zoológica cuenta con más de 200 especies de animales, entre las cuales hay grandes felinos, rinocerontes, cocodrilos del Nilo, zebras o jirafas.
El parque temático también cuenta con una zona acuática, con dos piscinas.
Finalmente, el parque tiene un jardín de cactus con 250 especies de los cinco continentes.

## Películas famosas
Años 1960
- La muerte tenía un precio (1965, Clint Eastwood, Lee Van Cleef)
- El bueno, el feo y el malo (1968, Clint Eastwood, Lee Van Cleef)

Años 1970
- Sol Rojo (1971, Charles Bronson, Ursula Andress)

Años 2000
- 800 balas (2002, Álex de la Iglesia)
- Blueberry, la experiencia secreta (2004, Vincent Cassel)

Años 2010
- Doctor Who, "Un pueblo llamado Misericordia" (2012) junto con Fort Bravo/Texas Hollywood.